# Douglas Aircraft Company
La Douglas Aircraft Company era un'azienda statunitense con sede a Long Beach, in California. Fondata nel 1921 da Donald Wills Douglas, fu una delle principali aziende aeronautiche degli Stati Uniti d'America.
Nel corso del 1967 si fuse con la McDonnell Aircraft Corporation dando origine alla McDonnell Douglas, azienda che, a sua volta, trent'anni dopo, venne acquistata dalla Boeing.

## Storia

### Gli inizi

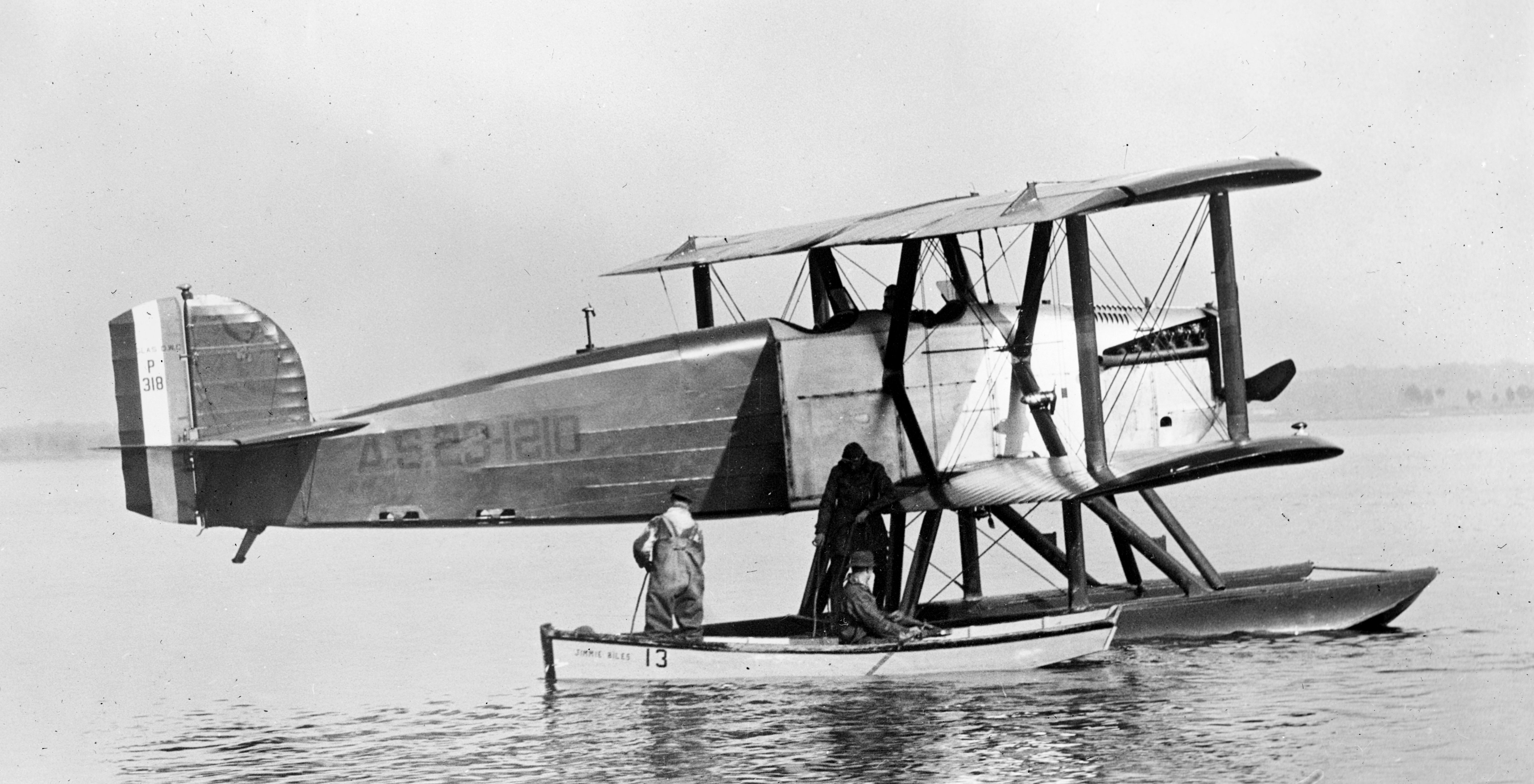
Il prototipo del Douglas World Cruiser.

Il primo approccio di Donald Douglas con l'industria aeronautica fu rappresentato dalla costituzione dell'azienda Davis-Douglas Company, costituita unitamente al facoltoso David Davis: questi sostenne il peso finanziario dell'iniziativa a condizione che il progetto di Douglas (ingegnere meccanico, laureato al MIT, già progettista del bombardiere MB-1 per la Glenn L. Martin Company) diventasse il primo aereo a compiere la trasvolata costa-a-costa degli Stati Uniti d'America.
I problemi al motore che afflissero il Douglas Cloudster nel corso del volo per il quale era stato costruito portarono Davis ad abbandonare la società ed a vendere le proprie quote che furono rilevate da Donald Douglas stesso, il quale decise di trasferire la sede dell'azienda da Los Angeles a Santa Monica.
Il grande successo fu pressoché immediato: il primo velivolo realizzato dalla Douglas Aircraft Company fu il World Cruiser (derivato dal precedente DT) impiegato, in cinque esemplari, per compiere il primo giro del mondo in volo.
Alla fine degli anni venti la Douglas era già divenuta una delle principali aziende costruttrici di velivoli militari e frequentemente i suoi prodotti venivano impiegati anche a scopo commerciale; nel frattempo Douglas seppe contornarsi di collaboratori di primo piano che, in seguito, avrebbero scritto pagine di rilievo della storia dell'aviazione, tra i quali Edward H. Heinemann (progettista, a varie riprese, per la Douglas fino al 1960) James H. Kindelberger (futuro general manager della North American Aviation) e Jack Northrop (già fondatore della Lockheed Corporation, avrebbe successivamente dato vita alla Northrop Corporation).
La Douglas uscì a sopravvivere alla grande depressione del 1929, prevalentemente in ragione del successo incontrato dal velivolo anfibio Dolphin e nei primi anni trenta realizzò alcuni monoplani impiegati dalle forze armate: il B-7, l'O-31 e l'O-46 cui fece seguito l'esordio della casa californiana sul mercato dei velivoli commerciali.

### Gli anni trenta

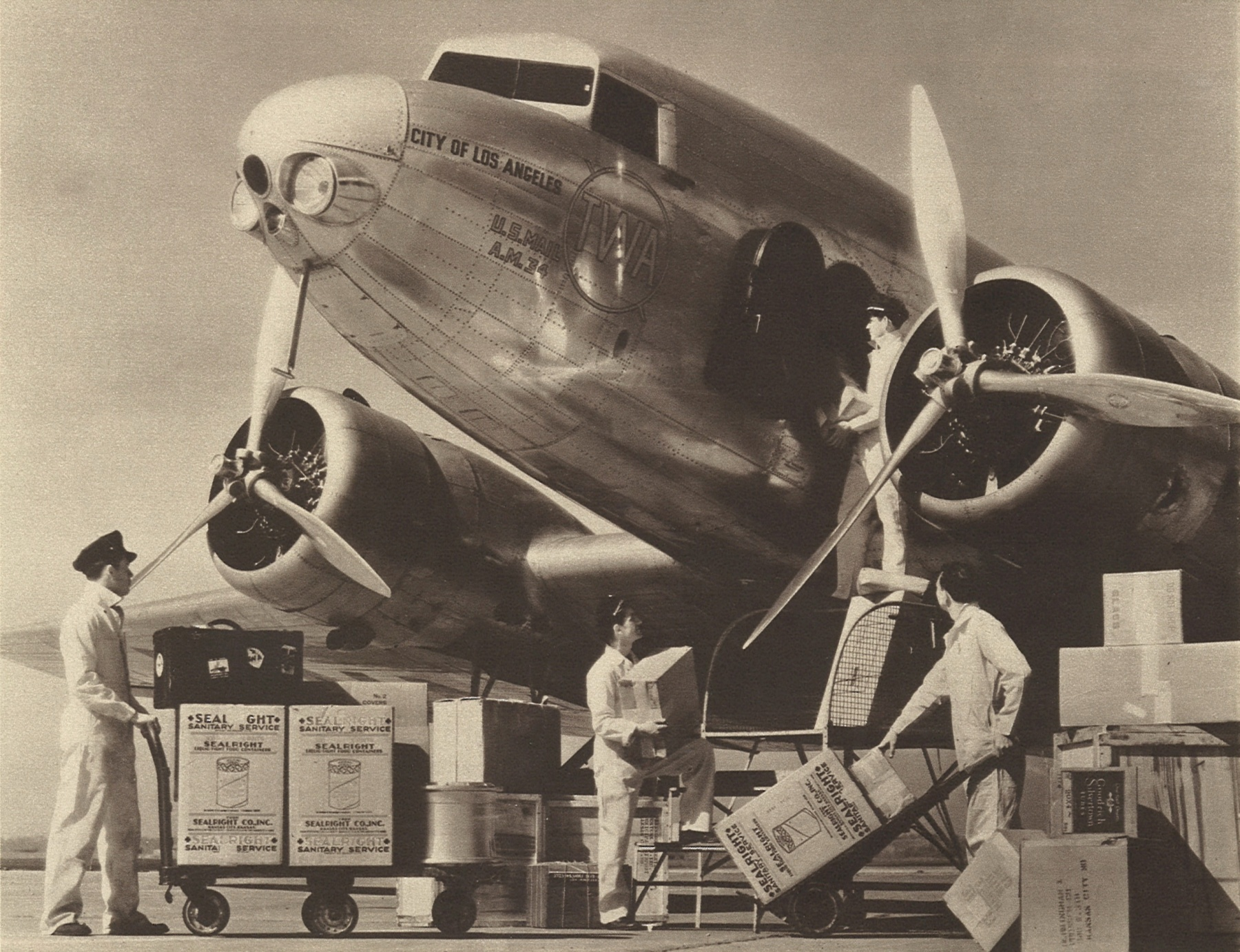
Douglas DC-1 con le insegne della TWA.

Il nuovo decennio fu caratterizzato dall'inizio della serrata concorrenza con la Boeing Company e dall'assorbimento della Northrop (fino ad allora sussidiaria della casa madre Douglas) trasformata in divisione, i cui impianti erano localizzati ad El Segundo, cittadina della contea di Los Angeles.
Risale al periodo la produzione dei primi velivoli commerciali (che portarono per primi la sigla DC, da Douglas Commercial): il Douglas DC-1 ed il suo derivato Douglas DC-2. I maggiori successi vennero con i successivi DC-3 e DC-4 ma i venti di guerra che soffiavano sull'Europa portarono ben presto a concentrarsi sulla realizzazione di velivoli militari quali il bombardiere Douglas B-18 Bolo (e sul successivo B-23 Dragon), il quadrimotore XB-19, il silurante Devastator ed il bombardiere in picchiata Dauntless.

### La seconda guerra mondiale
L'evento che caratterizzò maggiormente il decennio successivo fu, senza ombra di dubbio, la seconda guerra mondiale: nel periodo compreso tra il 1942 ed il 1945 la Douglas realizzò oltre 30 000 velivoli (tra C-47, C-54, A-20, A-26 e Dauntless), partecipando anche alla costruzione di numerosi Boeing B-17 tramite il consorzio BVD (costituito tra le aziende Boeing, Vega e Douglas), impiegando una forza lavoro che arrivò a circa 160 000 unità.
La fine del conflitto comportò una drastica riduzione delle attività, che costò la perdita del posto di lavoro a circa 100 000 tra operai ed impiegati in seguito alla chiusura degli impianti localizzati a Oklahoma City, Tulsa e Chicago.

### Il dopoguerra

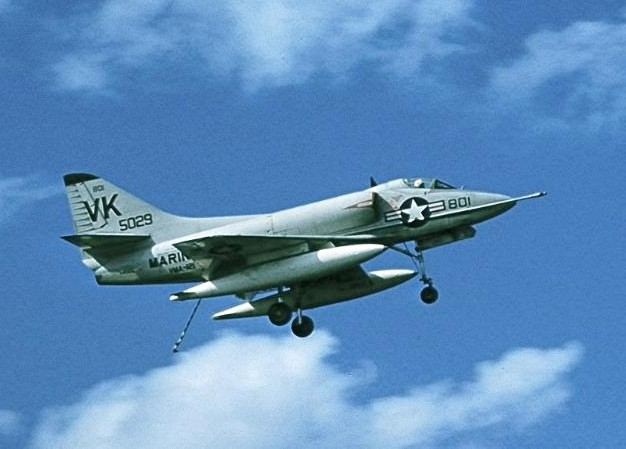
Uno Skyhawk del Carrier Air Group 15 dello United States Marine Corps.

La riorganizzazione operativa che seguì la fine della guerra vide la Douglas razionalizzare la propria struttura produttiva secondo una logica di prodotto: la produzione dei velivoli commerciali (e dei loro derivati per il trasporto militare) venne concentrata negli impianti di Santa Monica, a El Segundo venne destinata la produzione degli aerei da combattimento destinati alla United States Navy e gli impianti di Long Beach furono dedicati ai velivoli dell'United States Army Air Forces (che dal 1947 sarebbe divenuta forza autonoma con il nome di United States Air Force).
Gli impianti produttivi vennero impiegati, oltre che nella riconversione all'impiego civile di molti velivoli dismessi dalle diverse forze armate, nella costruzione di nuovi modelli che poterono usufruire delle innovazioni tecnologiche realizzate nel corso della guerra: così da una versione pressurizzata del C-54 ebbe origine il DC-6. Ulteriore sviluppo fu rappresentato dal DC-7 che vide la luce nel 1953.
I progetti sviluppati per l'US Navy diedero vita a numerosi velivoli che ebbero un ruolo di primo piano a partire dalla fine degli anni quaranta e per molti anni a venire: tra questi lo Skyraider, lo Skywarrior e lo Skyhawk vantano carriere ultratrentennali ed in innumerevoli forze aeree.
Tra la fine degli anni quaranta ed i primi anni cinquanta, scienziati ed ingegneri della Douglas realizzarono alcuni progetti di ricerca sul volo in regime supersonico: videro così la luce lo Skystreak (1947), lo Skyrocket (1951) e lo Stiletto
In quegli stessi anni ebbero origine i primi progetti di missile: furono realizzati i missili sperimentali ROC I e ROC II,  l'MGM-5 Corporal (primo missile guidato abilitato al trasporto di una testata nucleare), la sonda WAC Corporal (missile sperimentale derivato dal precedente)  ed il sistema MGR-1 "Honest John". Anche in questo caso si ebbero sviluppi successivi che diedero origine ad armi più moderne, quali il MIM-3 Nike Ajax, il MIM-14 Nike Hercules ed il LIM-49 Nike Zeus. Risalente al 1955 fu, infine, il progetto del missile balistico a raggio intermedio PGM-17 Thor.
Un altro sviluppo della struttura organizzativa riconducibile alla Douglas fu lo scorporo del RAND : nata come think tank (la sigla RAND è acronimo di Research ANd Development) e realizzata in collaborazione con l'USAAF sotto la guida del generale Henry H. Arnold (unico ad aver ottenuto il grado di General of the Air Force, contraddistinto dall'insegna con cinque stellette), la struttura venne scorporata dalla Douglas per dar vita all'autonoma RAND Corporation nel 1948.

### L'era dei jet

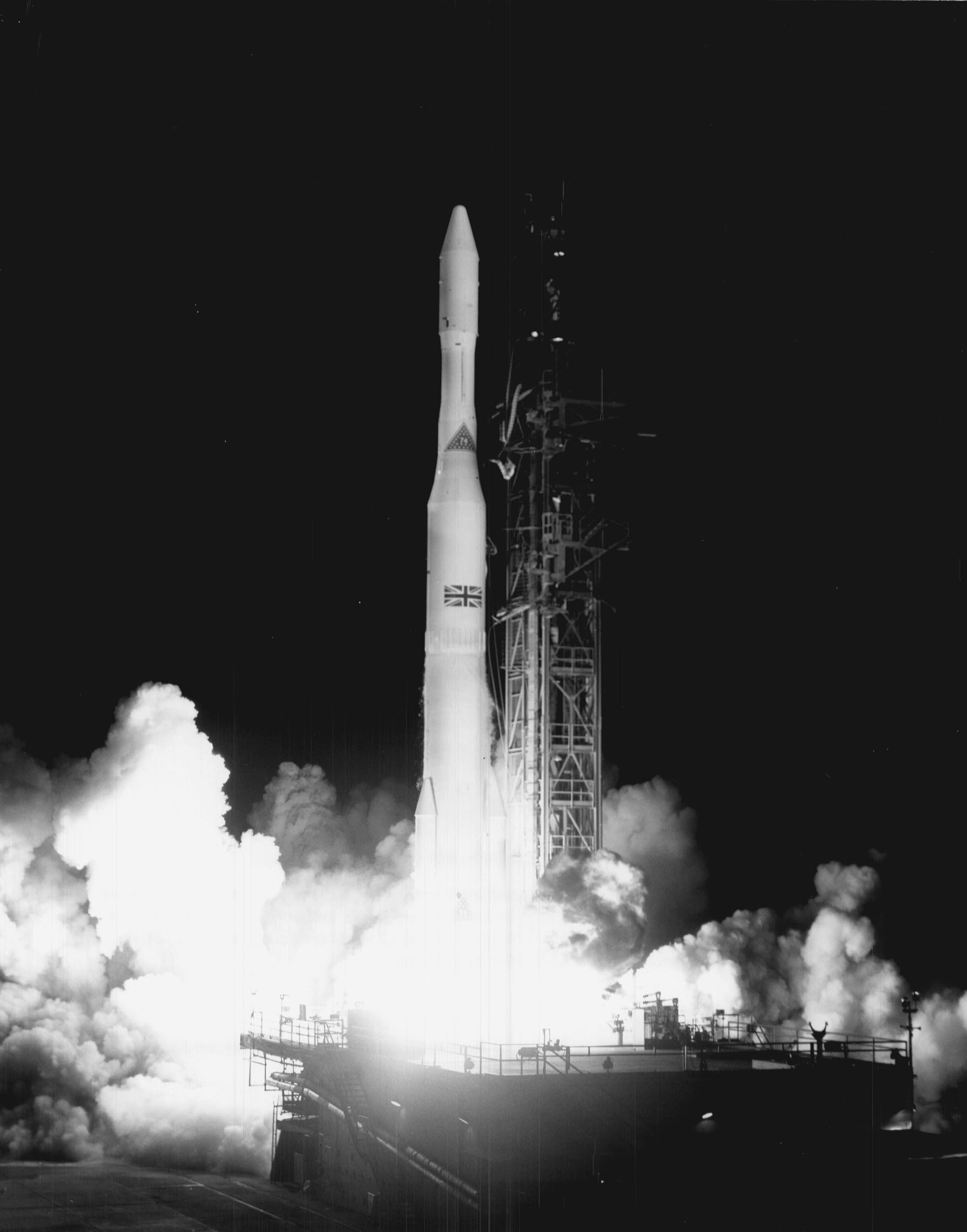
Un razzo Delta lanciato dal John F. Kennedy Space Center, per l'immissione in orbita del primo dei satelliti per telecomunicazioni britannici Skynet.

Superate brillantemente le difficoltà del dopoguerra, Donald Douglas decise di farsi affiancare dal figlio Donald Willis Douglas Junior alla guida della società; questi ne divenne presidente nell'ottobre del 1957.
L'anno successivo, precisamente il 30 maggio, volò per la prima volta il Douglas DC-8 primo velivolo commerciale a getto ad uscire dalle catene di montaggio dell'azienda californiana, anticipato di circa quattro anni dal diretto concorrente Boeing 707.
In questa continua sfida tra i due colossi industriali statunitensi, il round successivo fu appannaggio della Douglas che con il DC-9, portato in volo nel febbraio del 1965, precedette di oltre due anni il Boeing 737.
In quegli stessi anni la Douglas si ritagliò un ruolo anche nella corsa allo spazio, realizzando il terzo stadio (identificato con il nome di S-IVB) del razzo a combustibile liquido Saturn V. Inoltre, dallo sviluppo del già citato missile balistico Thor, la Douglas diede i natali alla famiglia dei lanciatori spaziali Delta.

### La fine di un'era
Le prime voci di una possibile fusione tra la Douglas e la McDonnell Aircraft Corporation emersero già nel corso del 1963, ma ancora per qualche tempo sull'argomento non si registrarono mosse concrete. Solo sul finire del 1966, con le risorse economiche della Douglas duramente provate dai costi sostenuti per la realizzazione e la produzione in serie del DC-8 e del DC-9 (avvenute in rapida successione) e quelli in preventivo per il nuovo progetto del DC-10, il consiglio di amministrazione della casa californiana decise di sollecitare offerte per una possibile unione tra diverse aziende.
La McDonnell, all'epoca la più grande realtà industriale del Missouri, presentò l'offerta che venne giudicata maggiormente adeguata e l'unione tra i due colossi dell'aeronautica divenne operativa a far data dal 28 aprile del 1967. La guida del gruppo risultante dalla fusione venne assunta da James Smith McDonnell mentre a Donald Douglas Jr. rimase la guida della divisione fondata dal padre 46 anni prima.

## Velivoli prodotti
L'elenco include i velivoli progettati e prodotti dalla Douglas Aircraft Company. Non sono elencati i numerosi velivoli prodotti dalla Douglas su licenza (3000 B-17, 962 B-24 e 242 B-47), come anche i velivoli Northrop nel periodo in cui operò come controllata Douglas. La sigla C indica i modelli civili e la sigla M quelli militari.
- 8A (A-33) (M – 111 esemplari[15][16] – 1937)
- AD (A-1) Skyrider (M – 3180 esemplari[17]– 1945)
- A2D-1 Skyshark (M – 12 esemplari[18] – 1950)
- A-3 (A3D) Skywarrior (M – 283 esemplari [19]– 1952)
- A-4 (A4D) Skyhawk (M – 2960 esemplari[20] – 1954)
- A-20 Havoc (vedi DB-7)
- A-24 Dauntless (vedi SBD)
- A-26 (B-26) Invader (M – 2452 esemplari[21] – 1942)
- A-33 (vedi 8A)
- B-7 (M – 8 esemplari [22]– 1932)
- B-18 Bolo (M – 370 esemplari[23] – 1935)
- B-23 Dragon (M – 38 esemplari – 1939)
- B-26 (vedi A-26)
- B-66 Destroyer (M – 294 esemplari[24] – 1954)
- BTD-1 Destroyer (M – 28 esemplari – 1944)
- C-1 (M – 26 esemplari – 1925)
- C-9 (M – 40 esemplari[25] - 1976)
- C-47 (vedi DC-3)
- C-54 (vedi DC-4)
- C-74 Globemaster I (M – 14 esemplari – 1945)
- C-124 Globemaster II (M – 488 esemplari [26]– 1949)
- C-133 Cargomaster (M – 50 esemplari[27] – 1956)
- Cloudster II (C – 1 prototipo – 1947)
- Commuter (C – 1 prototipo – 1926)
- D-558-1 Skystreak (M – 3 prototipi – 1947)
- D-558-2 Skyrocket (M – 3 prototipi – 1948)
- DA-1 (C – 1 prototipo – 1928)
- DB-7 e A-20 Havoc/Boston (M – 7478 esemplari[28][29] – 1938)
- DC-1 (C– 1 prototipo – 1933)
- DC-2 (C/M – 198 esemplari[30][31] – 1934)
- DC-3 (C-47) Skytrain/Dakota (C/M – 10654 esemplari[32][33][34] – 1935)
- DC-3S Super DC-3 (C – 5 esemplari – 1949)
- DC-4 (C-54) Skymaster (C/M – 1315 esemplari [35][36] – 1942)
- DC-4E (C – 1 prototipo – 1938)
- DC-5 (C/M – 12 esemplari[37] - 1939)
- DC-6 (C/M – 704 esemplari[38] – 1946)
- DC-7 (C – 338 esemplari[39] – 1953)
- DC-8 (C – 556 esemplari[40]– 1958)
- DC-9 (C – 976 esemplari[41] – 1965)
- DF (M – 4 esemplari[42] – 1936)
- Dolphin (C/M – 58 esemplari[43] - 1931)
- DST (vedi DC-3)
- DT (M – 90 esemplari[44][45] – 1921)
- F3D Skynight (M – 268 esemplari[46] – 1948)
- F4D Skyray (M – 421 esemplari[47] – 1951)
- F5D-1 Skylancer (M – 4 prototipi – 1956)
- O-35 (M – 6 esemplari[48] – 1931)
- P2D-1 (M – 18 esemplari – 1930)
- PD-1 (M – 25 esemplari – 1929)
- R4D-8 (M – 100 esemplari – 1950)
- SBD e A-24 Dauntless (M – 5938 esemplari[49] – 1938)
- Serie Mailplanes (C – 59 esemplari[50] – 1926)
- Serie Observation Biplanes (M - 885 esemplari[51][52] – 1924)
- Serie Observation Monoplanes (M – 127 esemplari[53] – 1930)
- Simbad (C – 1 prototipo – 1930)
- T2D-1 (M – 12 esemplari – 1927)
- TBD Devastator (M – 130 esemplari – 1935)
- World Cruiser (M – 11 esemplari – 1924)
- X-3 Stiletto (M – 1 prototipo – 1952)
- XB-19 (M – 1 prototipo – 1941)
- XB-42 Mixmaster (M – 2 prototipi – 1944)
- XB-43 (M – 2 prototipi – 1946)
- XFD-1 (M – 1 prototipo – 1933)
- XO2D-1 (M – 1 prototipo – 1934)
- XP3D (M – 1 prototipo – 1935)
- XSB2D-1 (M – 2 prototipi – 1943)
- XT3D (M – 1 prototipo – 1931)
- XTB2D-1 Skypirate (M – 2 prototipi – 1945)
- YOA-5 (M – 1 prototipo – 1934)